# Узунларовский сельсовет
Узунларовский сельсовет — административно-территориальная единица и муниципальное образование в Архангельском районе Республики Башкортостан России.

## История
Законом «О границах, статусе и административных центрах муниципальных образований в Республике Башкортостан» муниципальное образование наделено статусом сельского поселения.

## Население
| 2002  | 2009  | 2010  | 2012  | 2013  | 2014  | 2015  |
| ----- | ----- | ----- | ----- | ----- | ----- | ----- |
| 1449  | ↗1485 | ↘1204 | ↘1187 | ↘1171 | ↘1139 | ↘1114 |
| 2016  | 2017  |       |       |       |       |       |
| ↘1085 | ↘1074 |       |       |       |       |       |

## Состав сельского поселения
| № | Населённый пункт | Тип населённого пункта       | Население |
| - | ---------------- | ---------------------------- | --------- |
| 1 | Узунларово       | село, административный центр | ↘415      |
| 2 | Азово            | деревня                      | ↘461      |
| 3 | Айтмембетово     | деревня                      | ↘310      |
| 4 | Карагай          | деревня                      | ↗18       |